# テューリンゲン州議会
テューリンゲン州議会（テューリンゲンしゅうぎかい、ドイツ語: Thüringer Landtag）は、ドイツの連邦州であるテューリンゲン州の議会である。

## 政党と議席数
2024年9月現在の議席数は88議席。会派別の構成は以下の通り。
| 会派名                        | 議員数 |
| ----------------------------- | ------ |
| ■ドイツのための選択肢（AfD)   | 32     |
| ■キリスト教民主同盟（CDU）    | 23     |
| ■ザーラ・ワーゲンクネヒト同盟 | 15     |
| ■左翼党（Linke）              | 12     |
| ■社会民主党（SPD）            | 6      |
| 合計                          | 88     |